# Revetal/Bergsåsen
Revetal/Bergsåsen is een aaneengegroeide plaats in de Noorse gemeente Tønsberg in de  provincie Vestfold. Revetal/Bergsåsen telt 2064 inwoners (2007) en heeft een oppervlakte van 1,95 km². Tot 2020 was het deel van de gemeente Re.
Revetal was het administratieve centrum van de gemeente Re.